# Казематний панцерник

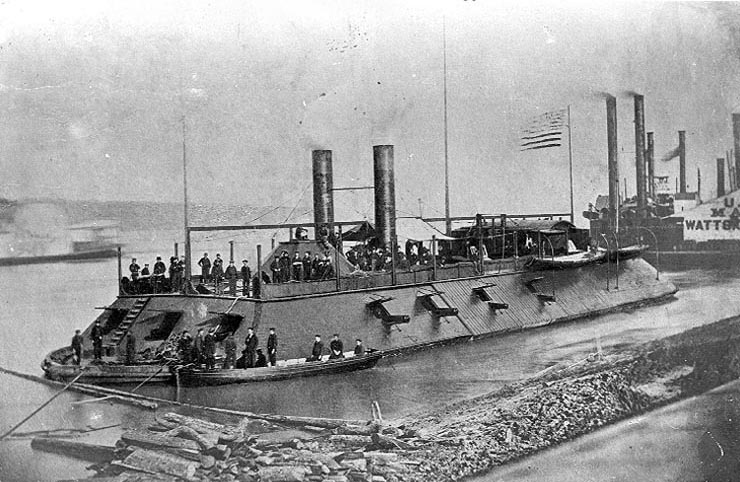
Казематний панцерник USS Cairo на сучасній фотографії.

Казематний панцерник — тип залізного броньованого судна, який недовго використовували під час громадянської війни в США. У порівнянні з баштовими панцерниками, які стали стандартом, казематні панцерники не мали гармат на броньованій гарматній палубі, але мали казематну структуру (часто скошену) на головній палубі, де було встановлено гармати. Гармати розташовувалися на верхній частині корабля і стріляли через фіксовані гарматні порти. Казематні панцерники стали перехідним етапом від традиційних фрегатів з бортовим залпом до сучасних бойових кораблів.

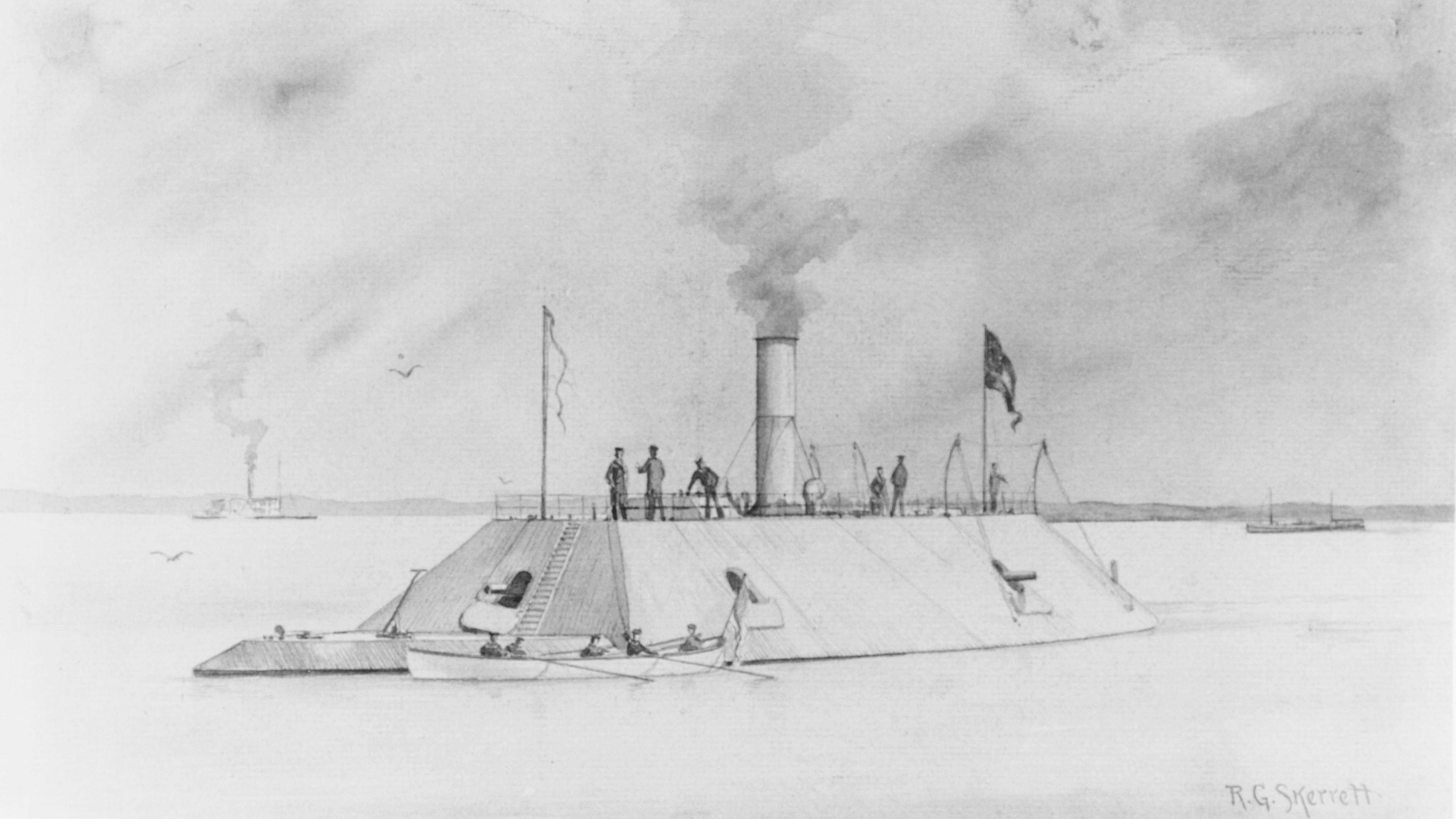
CSS Palmetto State, типовий казематний панцерник. Видно скошену палубу та низьку ватерлінію.

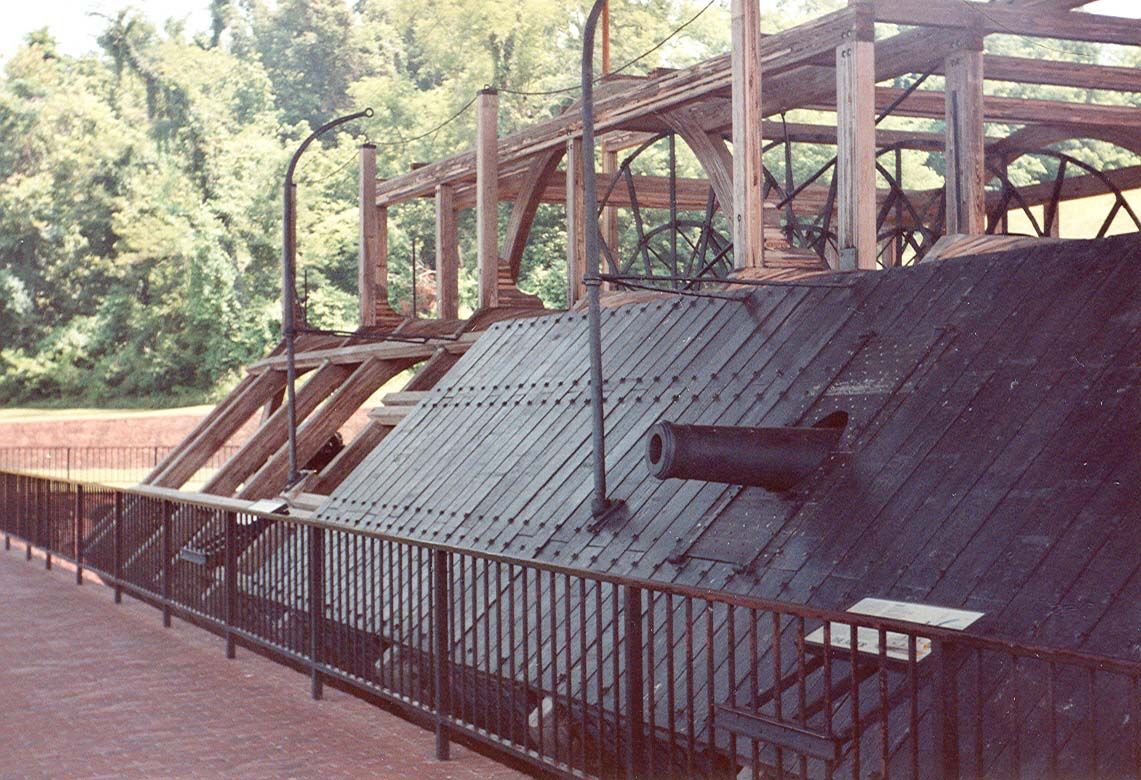
Залишки панцерника USS Cairo у музеї. Чітко видно скошену палубу.

Перші казематні панцерники являли собою невисокий корпус із малим надводним бортом, на якому було розташовано казематну надбудову. У казематі розташовувалися від 2 до 15 гармат, більшість з яких могли вести бортовий вогонь як класичні бойові кораблі (лінійні і фрегати). Каземат мав важке бронювання (більш пізні панцерники Конфедерації мали три шари 2-дюймової сталі) на масивній дерев'яній підкладці. Крім того, стінки мали скоси, щоб відбивати снаряди (стандартом став кут нахилу в 35 градусів). Також броню мав корпус над ватерлінією. Каземат був коробкоподібний, пізніше з'явилися восьмикутні каземати. На башті каземату знаходилася броньована надбудова, яка виконувала роль містка, а також одна або дві димові труби.
Рухалися казематні панцерники завдяки паровій машині, за допомогою гвинтів або гребних коліс, вони не потребували вітрил або щогл, хоча інколи, коли вони не були у бою, встановлювалися тимчасові щогли зі шківами для підняття сигналів, флагштоки, шлюпбалки та тенти. У казематі гармати розташовували на одній палубі. На відміну від баштових панцерників, гармати стріляли через фіксовані порти, тому для пострілу гармату потрібно було висунути у гарматний порт. Це була важка праця, тому інколи потрібно було 20 матросів для заряджання, наведення, здійснення пострілу та чищення гармати, і навіть за цих умов з гармати можна було зробити один постріл за п'ять хвилин.
Хоча Союз успішно використовував значний флот казематних річкових панцерників у кампаніях на Міссісіпі та на Червоній річці, загалом казематні панцерники асоціюються з КША. Частково через битву на рейді Гемптон-Роудс, де баштовий панцерник Союзу USS Monitor та казематний панцерник Конфедератів CSS Virginia (інколи його називають Merrimack) вступили в бій один з одним, з'явилося твердження, що «На Півночі монітори, а на Півдні — (казематні) панцерники». По суті, Конфедерати зосередили зусилля на створенні казематних панцерників для прориву блокади своїх портів Союзом, але вибір було зроблено не через перспективність типу, а через технічні й матеріальні можливості.
Являючи собою, по суті, плавучі батареї з броньованими цитаделями, хоча і рухливіші, низькобортні монітори Союзу та казематні панцерники Конфедератів були унікальними американськими розробками, але концепцію броньованої цитаделі на бойовому кораблі, з головним озброєнням, у останній чверті 19-го століття випробували європейські флоти, особливо французи та британці, в значній мірі отримавши натхнення після бою на рейді Гемптон-Роудс. У результаті в Великій Британії з'явилися панцерні фрегати або бойові кораблі з високим надводним бортом, які отримали назву «кораблі з центральною батареєю», а французи створили «казематні» або «барбетні» (якщо цитадель була круглої форми) кораблі, які могли ходити океаном, на відміну від американських зразків (окрім CSS Stonewall Конфедерації, який був єдиним барбетним/казематним панцерником з високим надводним бортом та казематного панцерника Союзу з низьким бортом, але мореплавним, USS Dunderberg). Першими британськими подібними кораблями були HMS Bellerophon (1865) та HMS Hercules (1868). Французькими зразками стали Redoutable  Brasil (казематний побудований для Бразилії у 1865 панцерник. Пізніше на ньому було зрізано щогли і він став схожий на панцерники Конфедератів) та «Редутабль»  (барбетний панцерник, перший сталевий бойовий корабель, побудований у 1878). Проте, всі адміралтейства ухвалили рішення, що казематні панцерники це тупикова гілка розвитку і надали перевагу баштовим кораблям, що і підтвердила поява в 1906 році «Дредноута». У результаті, до 1910 на службі у флотах не залишилося жодного казематного панцерника.